# Países Bajos en los Juegos Olímpicos de Estocolmo 1912
Los Países Bajos estuvieron representados en los Juegos Olímpicos de Estocolmo 1912 por un total de 33 deportistas que compitieron en 7 deportes.  

## Medallistas
El equipo olímpico neerlandés obtuvo las siguientes medallas:
| Nombre                                                                                                  | Deporte | Competición       |
| --- | ------- | ----------------- |
| Oro |         |                   |
| — |         |                   |
| Plata                                                                                                   |         |                   |
| — |         |                   |
| Bronce                                                                                                  |         |                   |
| Adrianus de Jong Willem van Blijenburgh Jetze Doorman Leonardus Nardus George van Rossem                | Esgrima | Espada por eqs. M |
| Willem van Blijenburgh George van Rossem Adrianus de Jong Jetze Doorman Dirk Scalongne Hendrik de Iongh | Esgrima | Sable por eqs. M  |
| Equipo                                                                                                  | Fútbol  | Torneo M          |